# Maximam gravissimamque
Maximam gravissimamque est une encyclique du pape Pie XI, publiée le 18 janvier 1924, consacrée à l'établissement de relations diplomatiques avec l'État français et à l’Église de France (sans support juridique depuis la loi de séparation des Églises et de l'État de 1905). L'État et le Saint-Siège acceptent la constitution d’associations diocésaines en lieu et place des associations cultuelles prévues, au niveau de chaque paroisse, par la loi de 1905, et que les catholiques avaient refusé de créer. Le pape accepte par cette encyclique le compromis sur le statut juridique de l’Église de France.

## Source
- (it) Cet article est partiellement ou en totalité issu de l’article de Wikipédia en italien intitulé « Maximam Gravissimamque » (voir la liste des auteurs).